# Elenzasz
Elenzasz (Elenzaš), asyryjskie Kar-Sennacheryb (Kār-Sîn-aḫḫē-erība) – w 1 połowie I tys. p.n.e. miasto w górach Zagros należące początkowo do królestwa Ellipi, a później do Asyrii; znane z inskrypcji asyryjskiego króla Sennacheryba (704-681 p.n.e.).
W 702 r. p.n.e. królestwo Ellipi najechał i podbił asyryjski król Sennacheryb, przyłączając jego część do Asyrii. Stolicą zaanektowanych ziem stało się miasto Elenzasz, które król ten rozkazał przekształcić w „królewskie miasto i twierdzę”. Jednocześnie nazwa miasta zmieniona została na Kar-Sennacheryb (akad. Kār-Sîn-aḫḫē-erība, tłum. „przystań/nabrzeże Sennacheryba”). Na rozkaz króla do miasta przesiedlono ludność z podbitych przez niego ziem. Władzę nad miastem Sennacheryb przekazał w ręce asyryjskiego gubernatora prowincji Harhar.